# Single numer jeden w roku 1988 (USA)
Notowanie Billboard Hot 100 przedstawia najlepiej sprzedające się single w Stanach Zjednoczonych. Publikowane jest ono przez magazyn Billboard, a dane kompletowane są przez Nielsen SoundScan w oparciu o cotygodniowe wyniki sprzedaży cyfrowej oraz fizycznej singli, a także częstotliwość emitowania piosenek na antenach stacji radiowych.

## Historia notowania
| Data publikacji | Piosenka                                  | Artysta                              |
| --------------- | ----------------------------------------- | ------------------------------------ |
| 2 stycznia      | "Faith"                                   | George Michael                       |
| 9 stycznia      | "So Emotional"                            | Whitney Houston                      |
| 16 stycznia     | "Got My Mind Set on You"                  | George Harrison                      |
| 23 stycznia     | "The Way You Make Me Feel"                | Michael Jackson                      |
| 30 stycznia     | "Need You Tonight"                        | INXS                                 |
| 6 lutego        | "Could've Been"                           | Tiffany                              |
| 13 lutego       | "Could've Been"                           | Tiffany                              |
| 20 lutego       | "Seasons Change"                          | Exposé                               |
| 27 lutego       | "Father Figure"                           | George Michael                       |
| 5 marca         | "Father Figure"                           | George Michael                       |
| 12 marca        | "Never Gonna Give You Up"                 | Rick Astley                          |
| 19 marca        | "Never Gonna Give You Up"                 | Rick Astley                          |
| 26 marca        | "Man in the Mirror"                       | Michael Jackson                      |
| 2 kwietnia      | "Man in the Mirror"                       | Michael Jackson                      |
| 9 kwietnia      | "Get Outta My Dreams, Get Into My Car"    | Billy Ocean                          |
| 16 kwietnia     | "Get Outta My Dreams, Get Into My Car"    | Billy Ocean                          |
| 23 kwietnia     | "Where Do Broken Hearts Go"               | Whitney Houston                      |
| 30 kwietnia     | "Where Do Broken Hearts Go"               | Whitney Houston                      |
| 7 maja          | "Wishing Well"                            | Terence Trent D'Arby                 |
| 14 maja         | "Anything for You"                        | Gloria Estefan i Miami Sound Machine |
| 21 maja         | "Anything for You"                        | Gloria Estefan i Miami Sound Machine |
| 28 maja         | "One More Try"                            | George Michael                       |
| 4 czerwca       | "One More Try"                            | George Michael                       |
| 11 czerwca      | "One More Try"                            | George Michael                       |
| 18 czerwca      | "Together Forever"                        | Rick Astley                          |
| 25 czerwca      | "Foolish Beat"                            | Debbie Gibson                        |
| 2 lipca         | "Dirty Diana"                             | Michael Jackson                      |
| 9 lipca         | "The Flame"                               | Cheap Trick                          |
| 16 lipca        | "The Flame"                               | Cheap Trick                          |
| 23 lipca        | "Hold on to the Nights"                   | Richard Marx                         |
| 30 lipca        | "Roll With It"                            | Steve Winwood                        |
| 6 sierpnia      | "Roll With It"                            | Steve Winwood                        |
| 13 sierpnia     | "Roll With It"                            | Steve Winwood                        |
| 20 sierpnia     | "Roll With It"                            | Steve Winwood                        |
| 27 sierpnia     | "Monkey"                                  | George Michael                       |
| 3 września      | "Monkey"                                  | George Michael                       |
| 10 września     | "Sweet Child o' Mine"                     | Guns N’ Roses                        |
| 17 września     | "Sweet Child o' Mine"                     | Guns N’ Roses                        |
| 24 września     | "Don’t Worry, Be Happy"                   | Bobby McFerrin                       |
| 1 października  | "Don’t Worry, Be Happy"                   | Bobby McFerrin                       |
| 8 października  | "Love Bites"                              | Def Leppard                          |
| 15 października | "Red Red Wine"                            | UB40                                 |
| 22 października | "Groovy Kind of Love"                     | Phil Collins                         |
| 29 października | "Groovy Kind of Love"                     | Phil Collins                         |
| 5 listopada     | "Kokomo"                                  | The Beach Boys                       |
| 12 listopada    | "Wild, Wild West"                         | The Escape Club                      |
| 19 listopada    | "Bad Medicine"                            | Bon Jovi                             |
| 26 listopada    | "Bad Medicine"                            | Bon Jovi                             |
| 3 grudnia       | "Baby, I Love Your Way / Freebird Medley" | Will to Power                        |
| 10 grudnia      | "Look Away"                               | Chicago                              |
| 17 grudnia      | "Look Away"                               | Chicago                              |
| 24 grudnia      | "Every Rose Has Its Thorn"                | Poison                               |
| 31 grudnia      | "Every Rose Has Its Thorn"                | Poison                               |